# بيث إليوت
بيث إليوت (بالإنجليزية: Beth Elliott)‏ هي موسيقية وكاتِبة أمريكية، ولدت في 1950.